# Trichosetodes handschini
Trichosetodes handschini är en nattsländeart som beskrevs av Georg Ulmer 1951. Trichosetodes handschini ingår i släktet Trichosetodes och familjen långhornssländor. Inga underarter finns listade i Catalogue of Life.